# 야우리백화점
야우리백화점은 2000년 9월 2일 개점한 백화점이며, 충청남도 천안시 동남구 만남로 43(신부동 354-1번지) 천안종합버스터미널 근처에 위치하고 있다.
2010년 1월 신세계백화점과의 '경영제휴'를 맺고 2010년 12월 10일 신세계백화점 충청점으로 변경되었다.

백화점 내에는 영화관인 야우리시네마를 2001년 9월부터 운영하고 있으며, 2019년 2월 17일자로 영업을 종료하고, 27일에 CGV 천안터미널점으로 전환하였다.